# 1414 Jerome
1414 Jerome је астероид главног астероидног појаса. Приближан пречник астероида је 17,24 ,
а средња удаљеност астероида од Сунца износи 2,786 астрономских јединица (АЈ).
Инклинација (нагиб) орбите у односу на раван еклиптике је 8,857 степени, а орбитални период износи 1698,523 дана (4,650 године). Ексцентрицитет орбите астероида износи 0,159.
Апсолутна магнитуда астероида износи 12,40 а геометријски албедо 0,065.
Астероид је откривен 12. фебруара 1937. године.